# Peyzieux-sur-Saône

Peyzieux-sur-Saône este o comună în departamentul Ain din estul Franței.